# Cahokia, Illinois
Denna artikel handlar om den moderna staden. För världsarvet från de infödda amerikanerna, lokaliserad ungefär 16 km nordöst, se Cahokia.
Cahokia är en ort (village) i St. Clair County, i delstaten Illinois, USA. Enligt United States Census Bureau har orten en folkmängd på 15 251 invånare (2011) och en landarea på 24,4 km².